# Lucas 11

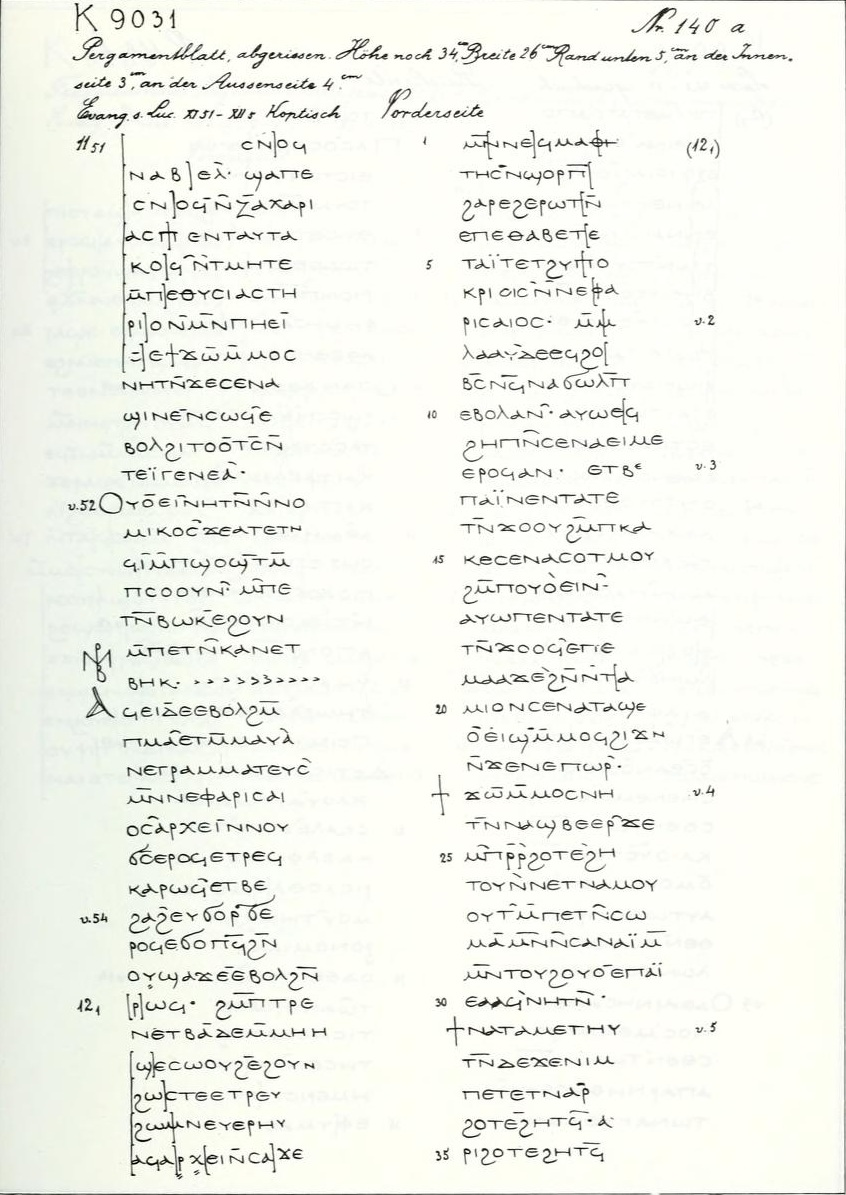
Fragmento de Uncial 0191, manuscrito bilingüe greco-copto del siglo VI de los Evangelios con el texto de Lucas 11:51-12:5

Lucas 11 es el undécimo capítulo del Evangelio de Lucas del Nuevo Testamento de la Biblia cristiana. En él se recoge la versión de Lucas del Padre Nuestro y varias parábolas y enseñanzas contadas por Jesús de Nazaret. El libro que contiene este capítulo es de autor anónimo, pero la tradición cristiana primitiva afirmó uniformemente que Lucas el Evangelista compuso este Evangelio así como los Hechos de los Apóstoles.

## Texto
El texto original fue escrito en griego koiné. Algunos manuscritos tempranos que contienen el texto de este capítulo son:
- Papiro 75 (escrito hacia 175-225 d. C.)
- Papiro 45 (c. 250)
- Códice Vaticano (325-350)
- Códice Sinaítico (330-360)
- Codex Bezae (c. 400)
- Codex Washingtonianus (c. 400)
- Codex Alexandrinus (400-440)
- Codex Ephraemi Rescriptus (c. 450).

Este capítulo está dividido en 54 Versículos.

## El Padrenuestro

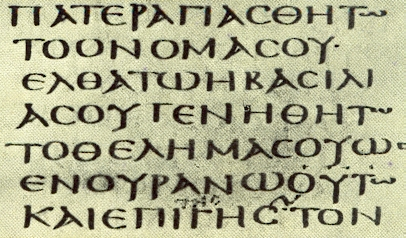
Luke 11:2 en el Códice Sinaítico

El capítulo se abre con Jesús orando en "cierto lugar" y siendo requerido por uno de sus discípulos para que les enseñe a orar, como Juan el Bautista había enseñado a sus discípulos.  El lugar no se nombra pero el contexto se sitúa dentro del "viaje a Jerusalén" de Jesús que ha comenzado, con sus discípulos, en Lucas 9:51. Frederic Farrar sugiere que Lucas " no poseía una ... nota definida de lugar o de tiempo".
La forma de oración enseñada por Juan el Bautista ha perecido.
En respuesta, Jesús enseñó a sus discípulos la "oración modelo", conocida generalmente como el Padrenuestro. Algunos escritores que analizan el relato de Mateo (Mateo 6:9-13) junto con el de Lucas han argumentado que el discípulo probablemente fue un recluta posterior del séquito de Jesús y, por tanto, no estuvo presente en el Sermón de la montaña. Eric Franklin señala la conexión "apropiada" entre esta sección y el final de Lucas 10; 10, donde La escucha de María a Jesús ha sido elogiada en lugar del activismo de Marta.: 942 

### Comentario
La oración del Padrenuestro también es mencionada por Mateo durante el Sermón de la Montaña. En este pasaje, el Evangelio de Lucas presenta la oración como una respuesta de Jesús al deseo de sus discípulos, quienes están impresionados por la manera en que su Maestro reza. De esta manera, Lucas subraya la conexión profunda entre la oración de los cristianos y la de Jesús, el Hijo de Dios:

«Esta oración que nos viene de Jesús es verdaderamente única: ella es “del Señor”. Por una parte, en efecto, por las palabras de esta oración el Hijo único nos da las palabras que el Padre le ha dado: Él es el Maestro de nuestra oración. Por otra parte, como Verbo encarnado, conoce en su corazón de hombre las necesidades de sus hermanos y hermanas, los hombres, y nos las revela: es el Modelo de nuestra oración. 

Es muy reconfortante poder referirse a Dios como "Padre". Jesús, el Hijo de Dios, enseña a invocar a Dios de esta manera porque esto refleja la profunda realidad de ser y sentirse hijos de Dios:

«Yo soy esa hija, objeto del amor previsor de un Padre que no ha enviado a su Verbo a rescatar a los justos sino a los pecadores. El quiere que yo le ame porque me ha perdonado, no mucho, sino todo. No ha esperado a que yo le ame mucho, como Santa María Magdalena, sino que ha querido que yo sepa hasta qué punto Él me ha amado a mí, con un amor de admirable prevención, para que ahora yo le ame a Él ¡con locura…!» 

El texto presentado por San Lucas, aunque más breve que el de San Mateo, contiene las mismas invocaciones y peticiones:

Si recorres todas las plegarias de la Sagrada Escritura, creo  que no encontrarás nada que no se encuentre y contenga en esta oración dominical. Por eso, hay libertad de decir estas cosas en la oración con unas u otras palabras, pero no debe haber libertad para decir cosas distintas. (…) Aquí tienes la explicación, a mi juicio, no sólo de las cualidades que debe tener tu oración, sino también de lo que debes pedir en ella, todo lo cual no soy yo quien te lo ha enseñado, sino aquel que se dignó ser maestro de todos.

## Parábola del amigo inoportuno
Y les dijo: "¿Quién de vosotros tiene un amigo, y va a él a medianoche y le dice: 'Amigo, préstame tres panes; porque un amigo mío ha venido a verme de viaje, y no tengo qué ponerle delante'; y él, respondiendo desde dentro, le dice: 'No me molestes; la puerta está ya cerrada, y mis hijos están conmigo en la cama; no puedo levantarme a darte'? "

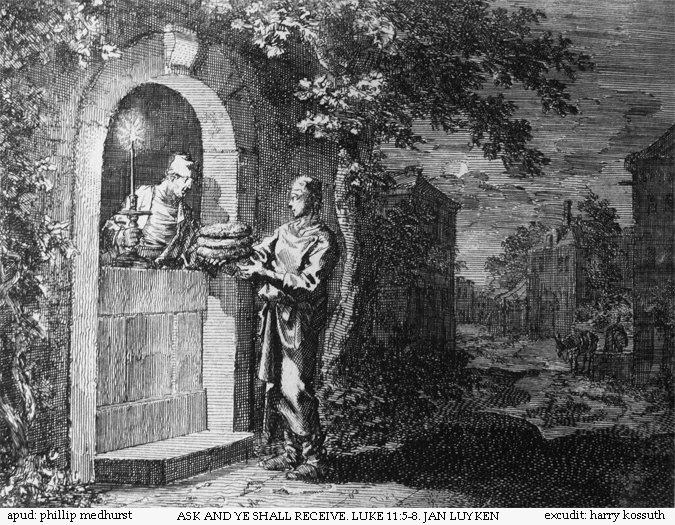
Grabado de Jan Luyken ilustrando la parábola del amigo inoportuno, de la Bowyer Bible

Para Lucas, el Padrenuestro tiene un enfoque fuertemente escatológico: reza por la venida del Reino de Dios y mantiene que, hasta esa venida, los discípulos de Jesús "deben vivir bajo su sombra y fuera de su fuerza". Por eso Lucas continúa la oración con una parábola que habla de la necesidad de una oración urgente e insistente, representada a través de "una petición decidida de pan". La parábola indica que Dios no es indiferente durante este tiempo de espera, y Franklin observa que cualquier sugerencia en sentido contrario "surge de una lectura errónea de los signos de los tiempos".: 943 
Farrar añade una lectura alegórica en su valoración de esta historia:

Alegóricamente podemos véase aquí el hambre insatisfecha del alma que despierta en la medianoche de una vida pecaminosa.

### Comentario
El Señor acompaña el Padrenuestro con enseñanzas sobre la oración de petición, iniciando con una ilustrativa comparación. Descubrimientos arqueológicos revelan que algunas casas en Nazaret de esa época consistían en una única habitación, una cueva excavada en la roca extendida hacia afuera con una construcción adicional. Pequeñas cavidades en la roca servían como alacenas. El amigo insistente es realmente molesto, ya que para obtener tres panes sería necesario despertar a toda la casa. Jesús utiliza esta clara imagen para subrayar la eficacia de la oración. La experiencia de la Iglesia ha confirmado repetidamente la veracidad de estas palabras del Señor:

Estando yo una vez importunando al Señor mucho, (…) temía por mis pecados no me había el Señor de oír. Aparecióme como otras veces y comenzóme a mostrar la llaga de la mano izquierda, (…) y díjome que quien aquello había pasado por mí, que no dudase sino que mejor haría lo que le pidiese; que Él me prometía que ninguna cosa le pidiese que no la que ya sabía Él que yo no pediría sino conforme a su gloria.

«Por la comunión con él, el Espíritu Santo nos hace espirituales, nos restablece en el Paraíso, nos lleva al Reino de los Cielos y a la adopción filial, nos da la confianza de llamar a Dios Padre y de participar en la gracia de Cristo, de ser llamado hijo de la luz y de tener parte en la gloria eterna. 

## Sigue pidiendo, buscando, llamando
Por eso os digo: "Pedid, y se os dará; buscad, y hallaréis; llamad, y se os abrirá la puerta"

El texto aquí:
en griego αιτειτε και δοθησεται υμιν ζητειτε και ευρησετε κρουετε και ανοιγησεται υμιν, (aiteite kai dothēsetai hymin zēteite kai eurēsete krouete kai anoigēsetai hymin).
refleja el texto de Lucas en Lucas 6:38:

Dad, y se os dará

(δίδοτε καὶ δοθήσεται ὑμῖν, en griego: didote kai dothēsetai hymin)
La receptividad de Dios a la oración persistente puede entenderse a la luz de la parábola del amigo a medianoche y de la persistencia en la búsqueda de ayuda que representa.
Versículos 11-12 mantienen el tema de pedir:
11 Si un hijo pide pan a alguno de vuestros padres, ¿le dará una piedra? O si le pide un pescado, ¿le dará una serpiente en lugar de un pescado? 12 O si le pide un huevo, ¿le ofrecerá un escorpión?
Lucas da tres ejemplos de posibles peticiones, dos coincidentes con el relato de Mateo, pidiendo un pan, y un pescado, y un tercero propio, solicitando un huevo. El Códice Bezae omite el primer ejemplo. Meyer ve en este pasaje un ejemplo de la técnica literaria conocida como anacoluto, una discontinuidad inesperada en la expresión de las ideas.

## El que no recoge conmigo, desparrama
.
Lucas 11:23b, también Mateo 12:30.

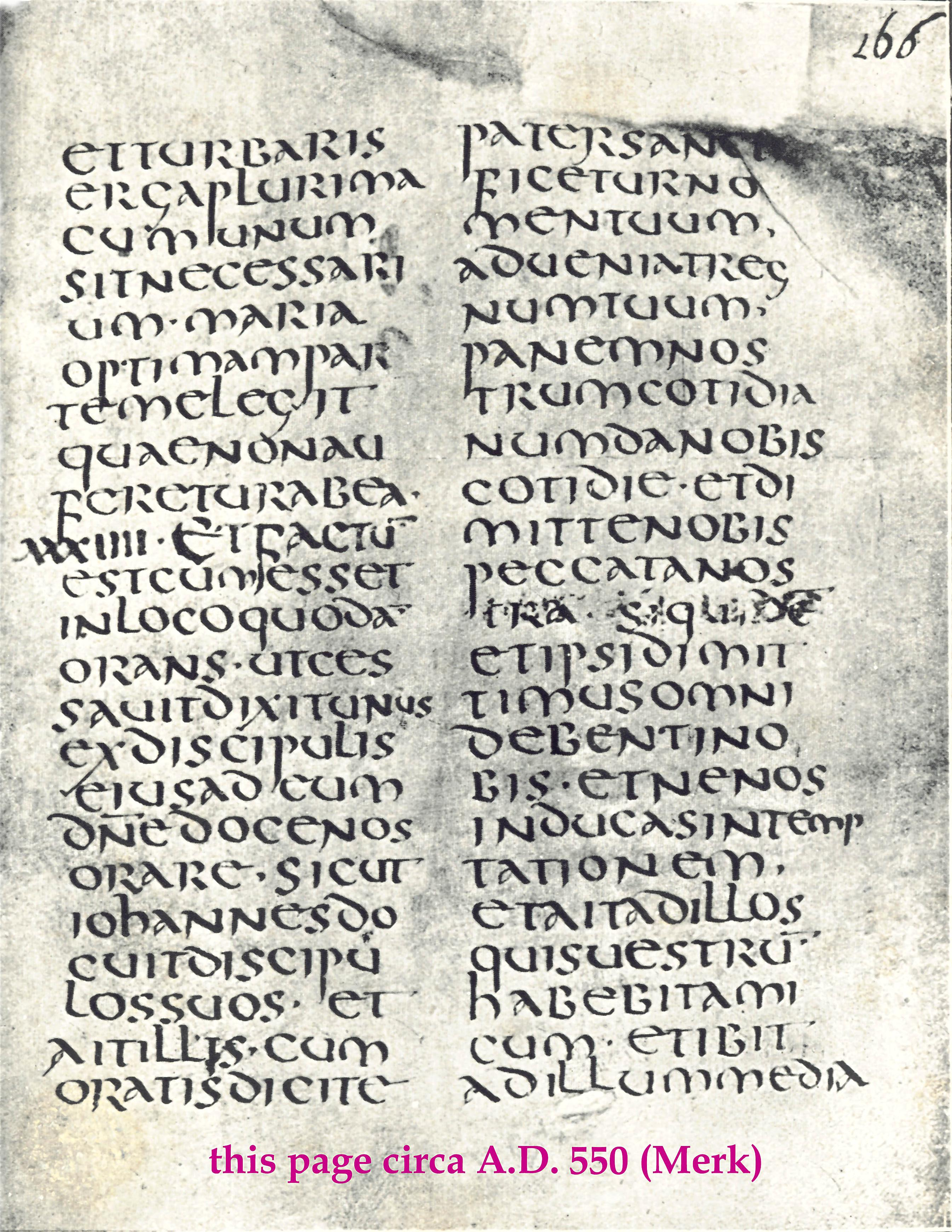
El texto latino de Lucas 10:41-11:5 en el Codex Claromontanus V, del o

El teólogo bautista John Gill sugiere que "la alusión [en el Versículo 23b] es o bien a la reunión de las ovejas en el rebaño, y la dispersión de ellas por el lobo; o a la recolección del trigo, y atarlo en gavillas, y llevarlo a casa en la cosecha; y a la dispersión del trigo suelto en el campo, por lo que se pierde"..

## Exigencia de la palabra de Dios
Mientras él estaba diciendo todo esto, una mujer de en medio de la multitud, alzando la voz, le dijo: —:Bienaventurado el vientre que te llevó y los pechos que te criaron. Pero él replicó: 
—Bienaventurados más bien los que escuchan la palabra de Dios y la guardan. Lucas 11:27-28

### Comentarios
Como lo ha entendido la Tradición de la Iglesia, estas frases son una declaración de la grandeza de Santa María, ya que 

...acogió las palabras con las que el Hijo, exaltando el Reino por encima de las condiciones y lazos de la carne y de la sangre, proclamó bienaventurados a los que escuchan y guardan la palabra de Dios como Ella lo hacía fielmente.

Santa María creyó a la palabra de Dios (1,38), y ahora Jesús traza 

...el elogio de su Madre, de su fiat, del hágase sincero, entregado, cumplido hasta las últimas consecuencias, que no se manifestó en acciones aparatosas, sino en el sacrificio escondido y silencioso de cada jornada.

La Iglesia confiesa que 

...durante toda su vida, y hasta su última prueba, cuando Jesús, su hijo, murió en la cruz, su fe no vaciló. María no cesó de creer en el “cumplimiento” de la palabra de Dios. Por todo ello, la Iglesia venera en María la realización más pura de la fe.

## La señal de Jonás (11:29-32)
—Esta generación es una generación perversa; busca una señal y no se le dará otra señal que la de Jonás. Porque, así como Jonás fue señal para los habitantes de Nínive, del mismo modo lo será también el Hijo del Hombre para esta generación. 31La reina del Sur se levantará en el Juicio contra los hombres de esta generación y los condenará: porque vino de los confines de la tierra para oír la sabiduría de Salomón, y daos cuenta de que aquí hay algo más que Salomón.

### Comentarios
Las palabras de Jesús responden a la provocación que San Lucas menciona anteriormente. Los signos y la sabiduría de Jesús son evidentes para quien esté dispuesto a reconocerlos. Los habitantes de Nínive hicieron penitencia al reconocer al profeta Jonás y aceptar su mensaje. Jesús es más grande que Jonás. También es superior a Salomón, a quien la tradición de Israel consideraba el hombre más sabio. La "reina del Sur", identificada como la reina de Saba, viajó desde el sur de Arabia para visitar a Salomón y quedó asombrada por la sabiduría que Dios le había otorgado. Tanto los ninivitas como la reina pagana condenarán a los judíos que no se convierten ni buscan la verdad. La vida y predicación de Cristo son una llamada a la conversión, pero muchos de sus oyentes no estaban dispuestos a aceptar este mensaje y, por tanto, no lograron entenderlo.

## Luz del cuerpo, luz del alma (11:33-36)
»Nadie que ha encendido una lámpara la pone en un sitio oculto ni debajo de un celemín, sino sobre un candelero, para que los que entren vean la luz. 34La lámpara del cuerpo es tu ojo. Cuando tu ojo es sencillo, todo tu cuerpo también está iluminado. Pero cuando tu ojo es malicioso, también tu cuerpo queda en tinieblas. 35Mira, por tanto, no sea que la luz que hay en ti sea tinieblas...

### Comentarios
Quien tiene una visión clara puede discernir las cosas con precisión; de manera similar, en el ámbito moral, una mirada pura y sencilla puede reconocer la obra de Dios en el mundo. Aquellos hombres no fueron capaces de reconocer la acción de Dios en las obras de Jesús porque carecían de esa sencillez. Por eso, Cristo los invita a corregirse y aprender a discernir correctamente.

Este discernimiento es la madre de todas las virtudes, y a todos es necesario, ya sea para la dirección espiritual de los demás, ya sea para corregir y ordenar la propia vida. La decisión en el obrar es recta cuando se rige por el beneplácito divino, la intención es buena cuando tiende a Dios sin doblez. De este modo, todo el cuerpo de nuestra vida y de cada una de nuestras acciones será luminoso, si nuestro ojo está sano. Y el ojo sano es ojo y está sano cuando ve con claridad lo que hay que hacer y cuando, con recta intención, hace con sencillez lo que no hay que hacer con doblez. La recta decisión es incompatible con el error; la buena intención excluye la ficción. En esto consiste el verdadero discernimiento: en la unión de la recta decisión y de la buena intención. Todo, por consiguiente, debemos hacerlo guiados por la luz del discernimiento, pensando que obramos en Dios y ante su presencia.

## Los males de los fariseos
Los versículos 37-54 enumeran una serie de críticas formuladas por Jesús contra escribas (abogados) y fariseos, que también se recogen en Mateo 23:1-39. Marcos 12:35-40 y Lucas 20:45-47 también incluyen advertencias sobre los escribas.

### Comentario
Los enemigos de Jesús ahora presentan una acusación muy seria: afirman que es el demonio quien actúa a través de Él. Jesús refuta esta acusación y les advierte sobre su gravedad. Luego, utiliza una comparación para resaltar el peligro que enfrentan: debido a la acción de Dios, ellos habían sido liberados del demonio, pero al rechazar obstinadamente la obra de Dios manifestada en Cristo, se convierten en un lugar propicio para que el maligno multiplique su actividad. Otros textos del Nuevo Testamento (Hebreos 6,4-6; 2 Pedro 2,20-22;) también muestran preocupación por los cristianos que llegan a una situación similar. A pesar del tono polémico, el pasaje transmite una verdad clara. El demonio, descrito como el fuerte y bien armado, mantenía al hombre esclavizado; pero Jesucristo, más fuerte que él, ha venido, lo ha vencido y lo está expulsando de sus dominios. Sin embargo, aunque Cristo ha vencido al demonio, deben ser cada uno quienes transformen su casa en el Reino de Cristo.

Todos nosotros, amadísimos, antes del bautismo, fuimos lugar en donde habitaba el demonio; después del bautismo, nos convertimos en templos de Cristo. (…) Y, ya que Cristo, con su venida, arrojó de nuestros corazones al demonio para prepararse un templo en nosotros, esforcémonos al máximo, con su ayuda, para que Cristo no sea deshonrado en nosotros por nuestras malas obras.

En este pasaje, uno de los más duros del evangelio, Jesús desenmascara con fuerza el vicio por el cual el judaísmo oficial se opuso vehementemente a su doctrina: la hipocresía disfrazada de legalismo. Hay personas que, aparentando hacer el bien y cumpliendo solo la letra de los preceptos, no cumplen su espíritu. Estas personas no se abren al amor de Dios y del prójimo y, bajo una fachada de honorabilidad, alejan a los hombres del verdadero fervor, haciendo que la virtud parezca intolerable. Jesús señala tres consecuencias de esta actitud: puede llevar a otros a transgredir las leyes sin saberlo, incluso hasta la muerte de los justos, y puede hacer imposible la salvación.
{{cita|Les decía que sólo se ocupaban de las cosas externas, y despreciaban como ajenas las interiores, porque ignoraban que lo que se hacía con el cuerpo había que hacerlo también con el alma.